# Made in Hong Kong (And in Various Other Places)
Made in Hong Kong (And Various Other Places) – film dokumentalny opowiadający o pierwszym światowym tournée "Dark Passion Play Tour", które rozpoczęło się 6 października 2007 roku, a w którym wzięła udział nowa wokalistka - Anette Olzon. Dodatkowo na płycie znaleźć można nagrania 8 utworów na żywo oraz 3 utwory studyjne.

## Zawartość płyty

### CD-Audio
- Bye Bye Beautiful (live)
- Whoever Brings The Night (live)
- Amaranth (live)
- The Poet And The Pendulum (live)
- Sahara (live)
- The Islander (live)
- Last Of The Wilds (live)
- 7 Days To The Wolves (live)
- Escapist
- While Your Lips Are Still Red
- Cadence Of Her Last Breath (Demo)

### DVD
- Film dokumentalny z "Dark Passion Play World Tour" (czas trwania: 37 minut)
- Bye Bye Beautiful (wideo promocyjne)
- Amaranth (wideo promocyjne)
- The Islander (wideo promocyjne)

## Dodatkowe informacje o płycie
16:9 PAL / 2.0 Stereo / DVD-5 / bez regionu